# Athelia salicum
Athelia salicum ist eine Ständerpilzart aus der Familie der Gewebehautverwandten (Atheliaceae). Sie bildet resupinate, weißliche und schimmelteppichartige Fruchtkörper auf Holz, Laub, Flechten und Pilzen aus. Die bekannte Verbreitung der Art umfasst mit Eurasien und Nordamerika ein holarktisches Areal.

## Merkmale

### Makroskopische Merkmale
Athelia salicum bildet wie alle Arten aus der Gattung der Gewebehäute (Athelia) weißliche bis gelbliche, dünne Fruchtkörper mit glattem Hymenium und unscheinbarem bis faserigem Ränder aus. Sie sind resupinat, das heißt direkt auf dem Substrat anliegend, und lassen sich leicht von diesem ablösen.

### Mikroskopische Merkmale
Athelia salicum besitzt eine für Gewebehäute typische monomitische Hyphenstruktur, das heißt, sie besitzt lediglich generative Hyphen, die dem Wachstum des Fruchtkörpers dienen. Die Hyphen sind hyalin, einfach septiert und dünnwandig bis basal leicht dickwandig. Sie besitzen im Subiculum bisweilen Schnallen und sind 3–8 µm breit. Die Art verfügt nicht über Zystiden. Ihre Basidien sind hyalin, 10–16 × 5,5–8 µm groß und zylindrisch bis keulenartig geformt. An der Basis sind sie einfach septiert, sie besitzen vier, nur selten zwei Sterigmata. Die Sporen des Pilzes sind ellipsoid geformt, 6–7,5 × 3,5–4,5 µm groß, glatt und dünnwandig sowie hyalin. Sie besitzen einen deutlichen Fortsatz (Apiculus).

## Verbreitung
Die bekannte Verbreitung von Athelia salicum umfasst fast ganz Europa, das Gebiet der ehemaligen UdSSR sowie Kanada und die USA. Sie fehlt offenbar in Südeuropa.

## Ökologie
Athelia salicum ist ein Saprobiont, der Koniferen und Laubbäume, welkes Laub, Flechten und andere Pilze befällt. Bekannte Substrate sind untere anderem Balsam-Tanne (Abies balsamea), Zitter-Pappel (Populus tremula), Xanthoria spp. sowie Tabakbraune Borstenscheiben (Hymenochaete tabacina).